# Gunung Malelo
Gunung Malelo is een bestuurslaag in het regentschap Kampar van de provincie Riau, Indonesië. Gunung Malelo telt 4633 inwoners (volkstelling 2010).